# Alfred Ætheling
Pour les articles homonymes, voir Alfred.
Alfred est un prince anglo-saxon (ou ætheling) mort le 5 février 1036 ou 1037. Il est le fils du roi Æthelred le Malavisé par sa seconde épouse Emma de Normandie, et le frère cadet d'Édouard le Confesseur.

## Biographie
Alfred apparaît sur les chartes de son père à partir de l'année 1013. Cette même année, le Danois Sven à la Barbe fourchue envahit l'Angleterre. Æthelred envoie sa femme et ses fils en sécurité en Normandie, puis les rejoint peu après en abandonnant l'Angleterre à Sven. Cependant, ce dernier meurt dès février 1014, permettant à Æthelred de reprendre son royaume. Le fils de Sven, Knut, envahit à son tour l'Angleterre en 1015. Après la mort d'Æthelred, puis de son fils Edmond, il en devient le souverain incontesté, et Emma, devenue veuve, l'épouse, tandis que ses fils Édouard et Alfred retournent vivre en exil en Normandie.
Knut meurt le 12 novembre 1035, mais le fils qu'il a eu d'Emma, Hardeknut, est retenu au Danemark par Magnus de Norvège, qui cherche à envahir son royaume. Édouard et Alfred tentent alors de retourner en Angleterre auprès de leur mère, peut-être dans l'espoir de revendiquer le trône avec son appui. Tandis qu'Édouard est repoussé à Southampton, Alfred parvient à débarquer à Douvres, mais il est fait prisonnier à Guildford par le puissant comte Godwin de Wessex, qui le remet à Harold Pied-de-Lièvre, fils de Knut présent en Angleterre et ayant des vues sur le trône. Alfred est aveuglé et emprisonné à l'abbaye d'Ely, où il meurt peu après.